# Pnoepyga immaculata
A Pnoepyga immaculata a verébalakúak (Passeriformes) rendjébe, ezen belül a Pnoepygidae családba és a Pnoepyga nembe tartozó faj. 8-10 centiméter hosszú. A Himalája erdős, füves területein él. Télen a magasabb vidékekről a déli völgyekbe vonul vissza. Apró gerinctelenekkel táplálkozik. Májustól júliusig költ.

## Fordítás
- Ez a szócikk részben vagy egészben  a   Nepal wren-babbler című angol Wikipédia-szócikk fordításán alapul.  Az eredeti cikk szerkesztőit annak laptörténete sorolja fel. Ez a jelzés csupán a megfogalmazás eredetét és a szerzői jogokat jelzi, nem szolgál a cikkben szereplő információk forrásmegjelöléseként.